# Peromyscus pectoralis
Peromyscus pectoralis — вид гризунів родини Cricetidae. Він зустрічається в Мексиці та в Нью-Мексико, Оклахомі та Техасі в Сполучених Штатах. Живе в горбистих районах, горах і плато на висоті від 100 до 2500 метрів над рівнем моря. Мешкає в дубових і соснових лісах, сухих чагарниках, луках і відвідує теплі вологі ліси. Підґрунтя переважно скелясте.

## Морфологічна характеристика
Вид досягає довжини голови та тіла від 94 до 99 мм, довжини хвоста від 81 до 127 мм і ваги від 15 до 19 г. Довжина задніх лап становить від 19 до 23 мм, а довжина вух — від 22 до 26 мм. На верхній поверхні тіла — світло-вохристе хутро, місцями вкрите більш темними волосками, що створює строкатість. Низ — кремового кольору, у деяких особин на грудях є невелика світло-коричнева пляма. Як і в інших представників роду, лапи білі. Низ хвоста зазвичай трохи світліший і вкритий невеликою кількістю волосків.

## Спосіб життя
Нічні екземпляри їдять насіння рослин, горіхи, ягоди ялівцю, плоди опунції та каркасу, іноді комах. Пологи, ймовірно, можуть відбуватися в будь-який час року. Виводок містить від 2 до 7 новонароджених після приблизно 23 днів вагітності.